# 루이비통

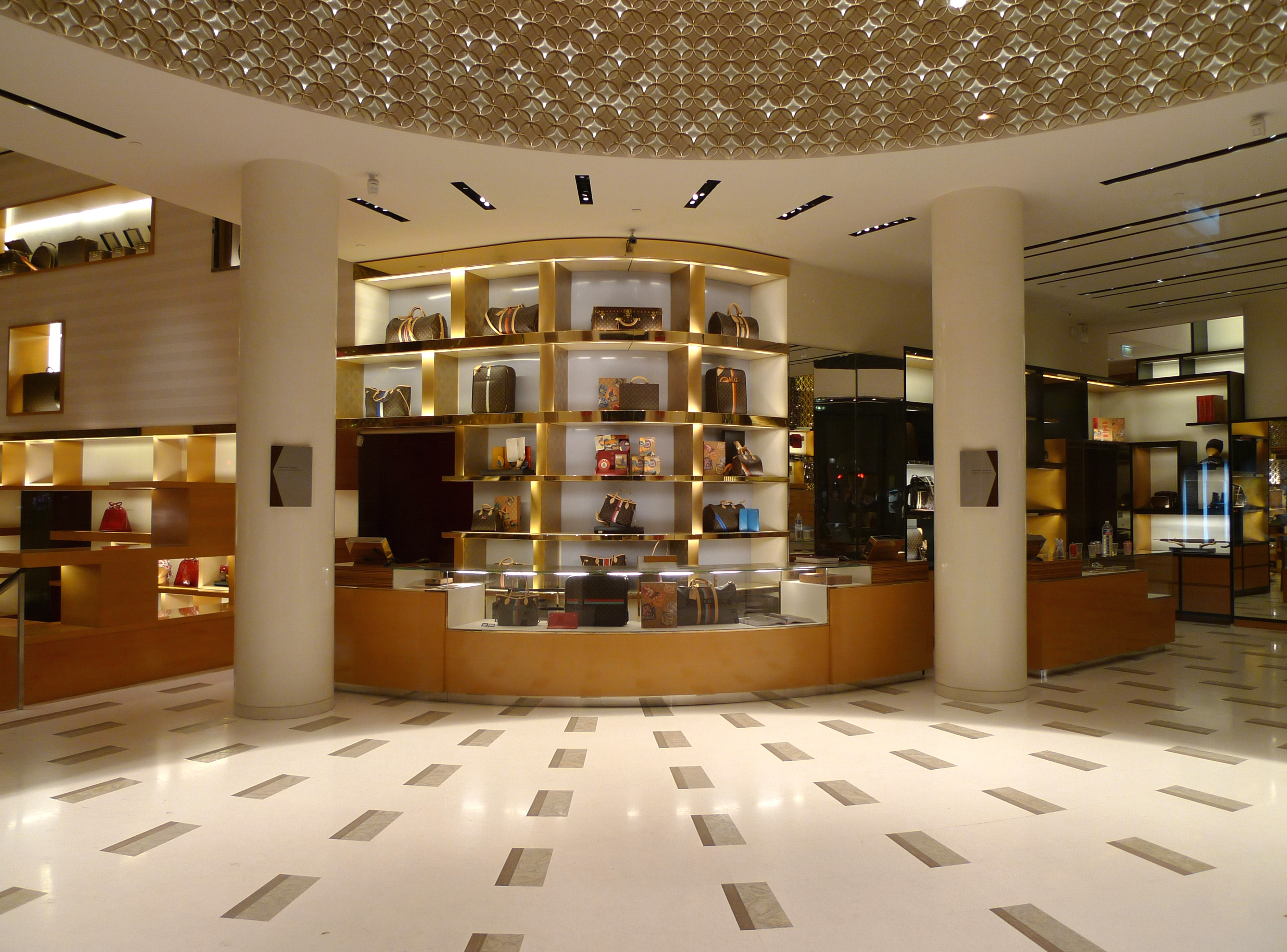
샹젤리제 거리의 루이 비통 플래그십 스토어 내부

루이 비통 말레티에 SAS(Louis Vuitton Malletier SAS) 또는 루이비통(프랑스어: Louis Vuitton 루이뷔통[*])은 루이 비통이 1854년에 설립한 프랑스의 럭셔리 패션 하우스이자 회사이다. 이 브랜드의 LV 모노그램은 럭셔리 가방과 가죽 제품에서부터 프레타포르테, 신발, 향수, 시계, 주얼리, 액세서리, 선글라스, 서적에 이르기까지 대부분의 제품에 나타난다. 루이 비통은 세계 유수의 국제 패션 하우스 중 하나이다. 이 회사는 단독 부티크, 고급 백화점의 임대 매장, 그리고 웹사이트의 전자 상거래 섹션을 통해 제품을 판매한다. 루이 비통은 1987년 모엣 헤네시와 합병하여 LVMH를 설립했으며, 현재 LVMH의 자회사이다.
루이 비통은 6년 연속(2006년~2012년) 세계에서 가장 가치 있는 럭셔리 브랜드로 선정되었다. 2012년 기업 가치는 259억 미국 달러였다. 2013년에는 브랜드 가치가 284억 미국 달러였으며, 수익은 94억 미국 달러였다. 이 회사는 50개국에 진출해 있으며, 전 세계에 460개 이상의 매장을 운영한다.
루이 비통은 몇 가지 비판에 직면했다: 무자유 노동을 중단시키지 못해 지속적인 비난을 받았고, 2017년 모델들에 대한 부당 대우 의혹이 제기되었으며, 바르셀로나, 카탈루냐에서는 (2024년 아메리카컵 후원으로 인해) 행정적으로 불투명한 패션쇼, 구엘 공원의 유네스코 세계유산에 상당한 피해, 그리고 회사에 대한 여러 시민들의 시위로 인해 격렬한 논란을 겪었다.

## 역사

### 창립부터 제2차 세계 대전까지
루이 비통 브랜드는 1854년 루이 비통이 파리의 뇌브 데 카푸신 거리에 설립했다. 루이 비통은 H. J. 케이브의 오실라이트(Osilite) 트렁크가 쉽게 쌓을 수 있다는 것을 발견했다. 1858년, 비통은 트리아농 캔버스로 만든 평평한 상단 트렁크를 선보였고, 이를 통해 가볍고 밀폐된 트렁크를 만들 수 있었다. 비통의 트렁크가 도입되기 전에는 일반적으로 물이 흘러내리도록 둥근 상단 트렁크가 사용되었기 때문에 쌓을 수 없었다. 비통의 회색 트리아농 캔버스 평평한 트렁크 덕분에 여행 시 트렁크를 쉽게 쌓을 수 있게 되었다. 이후 많은 다른 수하물 제조업체들이 비통의 스타일과 디자인을 모방했다.
이 회사는 1867년 파리 만국 박람회에 참가했다. 1871년, 오야마 이와오는 프로이센-프랑스 전쟁 중 군사 관찰자로 파리에 머무는 동안 한 세트의 수하물을 주문하며 최초의 기록된 일본인 고객이 되었다. 자신의 디자인 복제를 막기 위해 비통은 1876년에 트리아농 디자인을 베이지색과 갈색 줄무늬 디자인으로 변경했다. 1885년에는 런던의 옥스퍼드가에 첫 매장을 열었다. 그 직후, 룩의 지속적인 모방 때문에 1888년 비통은 "marque L. Vuitton déposée"라는 로고가 새겨진 다미에 캔버스 패턴을 만들었는데, 이는 "등록된 상표 L. Vuitton"으로 번역된다. 1892년 루이 비통이 사망하고, 회사의 경영권은 그의 아들에게 넘어갔다.

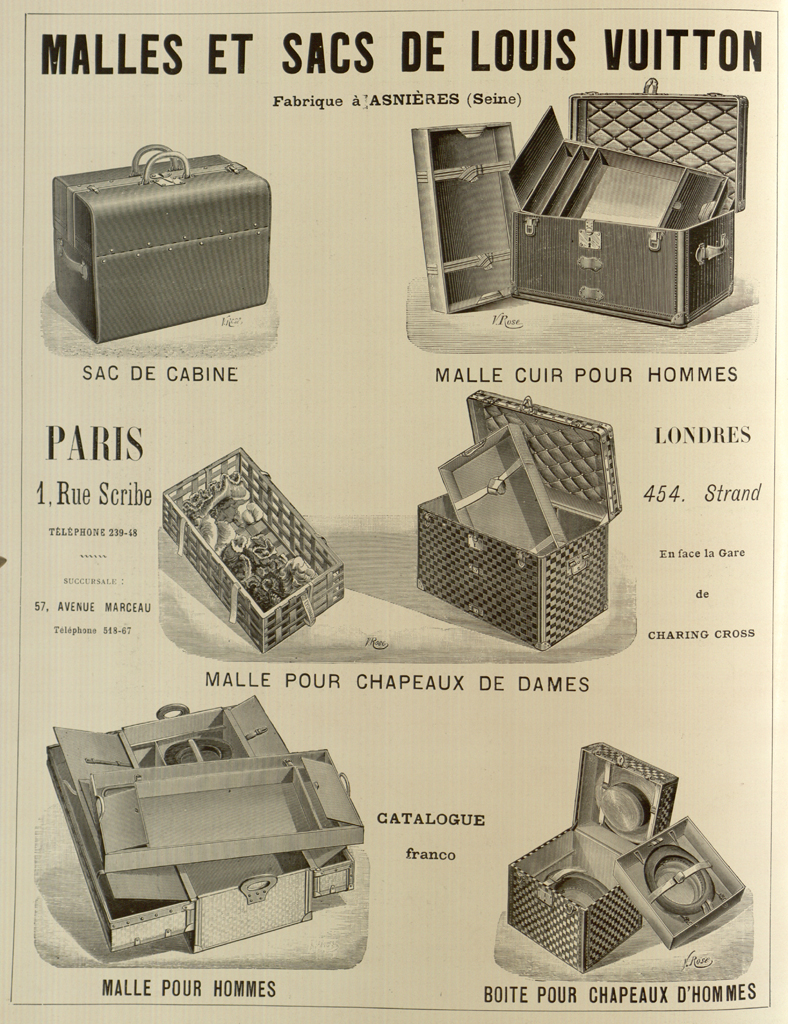
루이 비통 수하물 광고, 1898년 7월

아버지의 죽음 이후, 조르주 비통은 회사를 세계적인 기업으로 성장시키기 위한 캠페인을 시작하여 1893년 시카고 세계 박람회에서 회사의 제품을 전시했다. 1896년, 회사는 시그니처 모노그램 캔버스를 출시하고 이에 대한 전 세계 특허를 획득했다. 콰트로포일과 꽃(LV 모노그램 포함)을 포함한 그래픽 심볼은 빅토리아 시대 후반에 가몬 디자인을 사용하는 경향을 기반으로 했다. 당시 조르주 비통은 모노를 포함한 일본 모티프에 매료되었고, 그의 아들 가스통-루이 비통은 일본도 검집(쓰바)의 대규모 컬렉션을 수집했다. 트렁크에서 발견되는 일부 모티프는 이러한 쓰바에서 영감을 받았다. 이 특허는 이후 위조를 막는 데 성공적임이 입증되었다. 같은 해, 조르주는 미국을 여행하며 뉴욕, 필라델피아, 시카고와 같은 도시를 방문하여 비통 제품을 판매했다. 1901년, 루이 비통 컴퍼니는 스티머 백(Steamer Bag)을 선보였는데, 이는 비통 수하물 트렁크 안에 보관되도록 디자인된 작은 수하물이다.
1913년, 루이 비통 빌딩이 샹젤리제 거리에 문을 열었다. 당시 이곳은 세계에서 가장 큰 여행용품 매장이었다. 제1차 세계 대전이 시작되면서 뉴욕, 뭄바이, 워싱턴 D.C., 런던, 알렉산드리아, 부에노스아이레스에도 매장이 열렸다. 그 후, 1930년에는 키폴 백(Keepall bag)이 소개되었다. 1932년에는 LV가 노에 백(Noé bag)을 선보였다. 이 가방은 원래 샴페인 생산자들이 병을 운반하기 위해 만들어졌다. 그 직후, 루이 비통 스피디 백(Speedy bag)이 소개되었다 (둘 다 오늘날에도 생산된다). 1936년 조르주 비통이 사망하고, 그의 아들 가스통-루이 비통이 회사의 경영권을 물려받았다.

### 제2차 세계 대전 중 나치 협력
제2차 세계 대전 중, 루이 비통은 독일의 프랑스 점령 기간 동안 나치에 협력했다. 프랑스 언론인 스테파니 봉비치니가 집필하고 파리의 에디션 파야르에서 출판한 프랑스 서적 "루이 비통, 프랑스 사가"는 비통 가문 구성원들이 필리프 페탱 원수가 이끄는 비시 정부를 적극적으로 지원하고 독일과의 사업 거래를 통해 부를 늘린 방법을 서술한다. 비통 가문은 페탱을 찬양하는 유물을 생산하는 공장을 설립했으며, 2,500개 이상의 흉상을 포함한다.
파야르 출판사의 대변인 카롤린 바불은 "그들은 책의 어떤 내용도 반박하지 않았지만, 존재하지 않는 척하며 묻으려 한다"고 말했다. 2004년 책 출간에 대한 답변으로 LVMH 대변인은 "이것은 오래된 역사이다. 이 책은 가족 경영 시대와 LVMH의 일부가 되기 훨씬 이전의 기간을 다룬다. 우리는 다양하고 관용적이며 현대적인 회사가 갖춰야 할 모든 것을 갖추고 있다"고 말했다. LVMH 대변인은 풍자 잡지 르 카나르 앙셰네에 "우리는 사실을 부인하지 않지만, 유감스럽게도 저자가 비시 시대를 과장했다. 우리는 누구에게도 압력을 가하지 않았다. 기자들이 스스로 검열하고 싶다면, 우리는 괜찮다"고 말했다. 이 출판물은 이 책을 언급한 유일한 프랑스 정기 간행물이었는데, 아마도 LVMH가 프랑스 언론에서 가장 큰 광고주이기 때문일 것이다.

### 1945년부터 2000년까지
이 기간 동안 루이 비통은 대부분의 제품에 가죽을 사용하기 시작했으며, 작은 지갑과 동전 지갑부터 더 큰 수하물까지 다양했다. 제품 라인을 확장하기 위해 회사는 1959년에 시그니처 모노그램 캔버스를 재정비하여 더욱 유연하게 만들어 지갑, 가방 등에 사용할 수 있도록 했다. 1920년대에 위조 문제가 다시 심화되어 21세기까지 계속되었다고 알려져 있다. 1966년에는 파피용(Papillon)이 출시되었다 (오늘날에도 인기 있는 원통형 가방이다).
1975년, 회사는 두 개의 매장만을 소유하고 있었고 연간 1천만 프랑의 수익을 올렸다. 오딜 비통은 회사의 국제적 확장을 추진했다. 그녀의 남편인 앙리 라카미에는 그녀와 함께 1977년 루이 비통의 지휘권을 맡았다. 1977년까지 루이 비통은 연간 7천만 프랑 (미화 1427만 달러)의 수익을 달성했다.
1년 후, 이 브랜드는 도쿄와 오사카시에 일본 첫 매장을 열었다. 1983년, 회사는 아메리카 컵과 협력하여 요트 경기를 위한 예선 대회(예선 레가타로 알려짐)인 루이 비통 컵을 창설했다. 루이 비통은 이후 1983년 타이베이, 1984년 서울특별시에 매장을 열면서 아시아에서의 입지를 확장했다. 이듬해인 1985년에는 에피 가죽 라인이 출시되었다.
1987년에는 LVMH가 설립되었다. 샴페인과 코냑의 선도적인 제조업체인 모엣 & 샹동과 헤네시가 각각 루이 비통과 합병하여 럭셔리 제품 대기업을 형성했다. 1988년 이익은 1987년보다 49% 증가한 것으로 보고되었다. 1989년까지 루이 비통은 전 세계에 130개의 매장을 운영하게 되었다. 1990년대에 접어들면서 이브 카르셀이 LV의 사장으로 임명되었고, 1992년 루이 비통은 베이징시 팰리스 호텔에 첫 매장을 열면서 중국 본토에 진출했다. 1993년에는 타이가 가죽 라인, 1994년에는 보이저 아베크(Voyager Avec...) 문학 컬렉션과 같은 추가 제품이 소개되었다. 1996년에는 전 세계 7개 도시에서 모노그램 캔버스 100주년 기념 행사가 열렸다.
1997년, 루이 비통은 마크 제이콥스를 예술 감독으로 임명했다. 다음 해 3월, 그는 남성 및 여성 의류의 첫 프레타포르테 라인을 디자인하고 선보였다. 또한 이 해에는 모노그램 베르니스 라인, LV 스크랩북, 루이 비통 시티 가이드가 소개되었다.
20세기 마지막 사건들은 1999년 미니 모노그램 라인 출시, 2000년 모로코 마라케시의 아프리카 첫 매장 개점이었다. 마지막으로, 이탈리아 베네치아 국제 영화제에서 샤론 스톤이 디자인한 화장품 케이스 "amfAR"이 팔렸고, 수익금은 에이즈 연구 재단에 기부되었다 (역시 2000년).

### 2001년부터 2011년까지

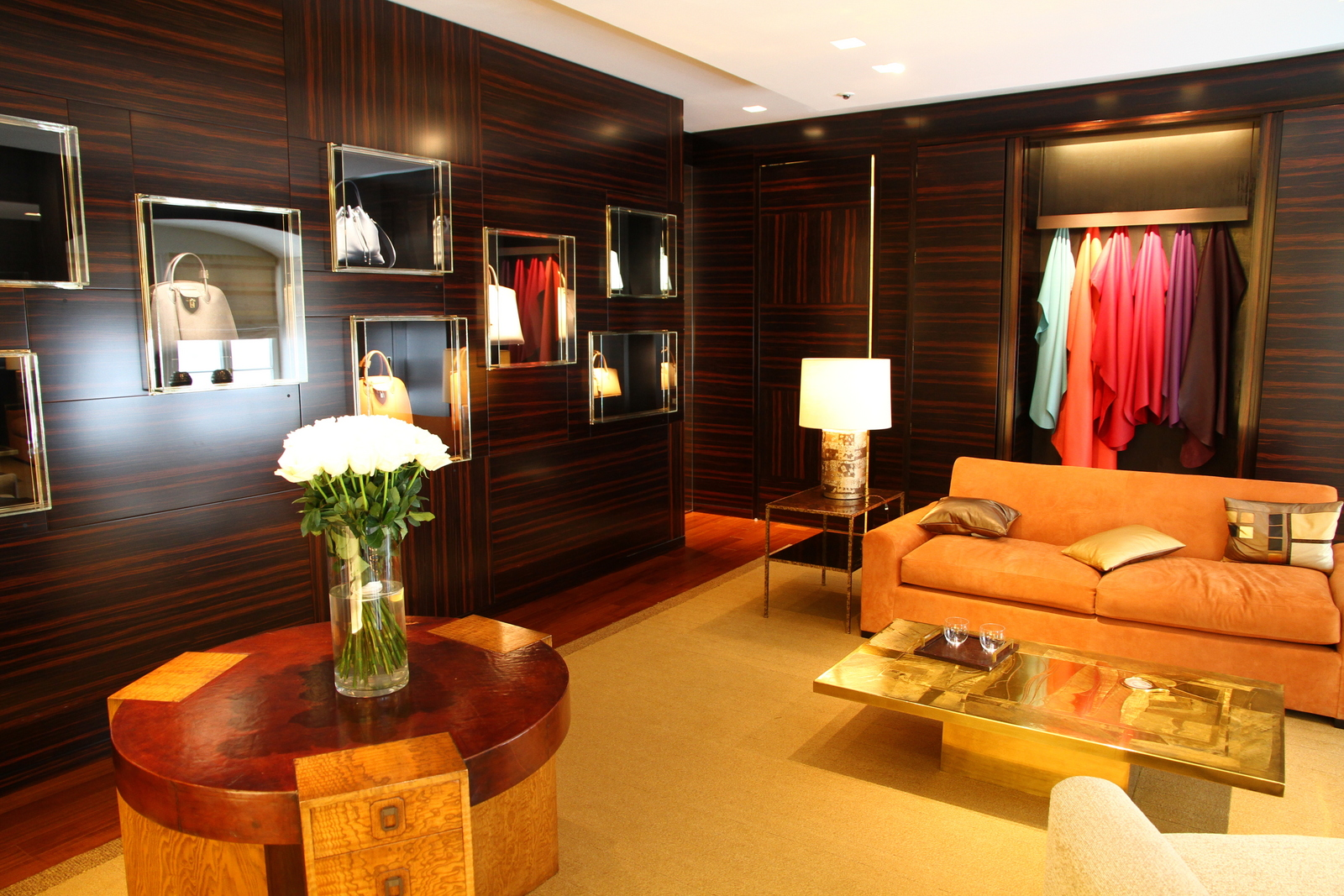
맞춤 디자인 상품 주문을 위한 비엔나의 루이 비통 VIP룸

2001년까지 스티븐 스프라우스는 마크 제이콥스와의 협업을 통해 모노그램 패턴 위에 낙서가 쓰인 한정판 비통 가방 라인을 디자인했다. 낙서에는 루이 비통이라는 글자와 특정 가방에는 가방 이름(예: 키폴, 스피디)이 새겨져 있었다. 모노그램 캔버스 배경 없이 낙서가 특징인 일부 제품은 루이 비통의 V.I.P. 고객 목록에서만 구매할 수 있었다. 제이콥스는 같은 해 LV의 첫 주얼리인 참 팔찌도 만들었다.
2002년에는 탐부르 시계 컬렉션이 소개되었다. 이 해에 도쿄의 긴자 지구에 LV 건물이 문을 열었으며, 브랜드는 밥 윌슨과 협력하여 크리스마스 윈도우 장식을 선보였다. 2003년에는 무라카미 다카시가 마크 제이콥스와의 협업으로 새로운 모노그램 멀티컬러 캔버스 핸드백 및 액세서리 라인을 기획했다. 이 라인에는 표준 모노그램 캔버스의 모노그램이 흰색 또는 검은색 배경에 33가지 다른 색상으로 포함되었다. (클래식 캔버스는 갈색 배경에 금색 모노그램이 특징이다.) 무라카미는 또한 벚꽃 패턴을 만들었는데, 분홍색과 노란색 꽃 한가운데 웃는 만화 얼굴이 모노그램 캔버스 위에 산발적으로 배치되었다. 이 패턴은 한정된 수의 제품에 나타났다. 이 한정판 제품의 생산은 2003년 6월에 중단되었다. 2003년에는 모스크바와 뉴델리에 매장이 문을 열었으며, 유타 및 수할리 가죽 라인이 출시되었고, LV 컵 20주년 기념 행사가 열렸다.
2004년, 루이 비통은 150주년을 기념했다. 이 브랜드는 또한 5번가, 상파울루, 멕시코시티, 칸쿤 및 요하네스버그에 매장을 개장했다. 또한 상하이에 첫 글로벌 매장을 열었다. 2005년에는 루이 비통이 샹젤리제 거리의 매장을 재개장했으며, 이 매장은 미국 건축가 에릭 칼슨이 디자인했고, 스피디 시계 컬렉션을 출시했다. 2006년에는 LV가 7층에 에스파스 루이 비통(Espace Louis Vuitton)을 개장했다. 2008년, 루이 비통은 다미에 그래파이트 캔버스를 출시했다. 이 캔버스는 클래식한 다미에 패턴을 검은색과 회색으로 표현하여 남성적인 룩과 도시적인 느낌을 준다. 또한 2008년에는 퍼렐 윌리엄스가 루이 비통을 위한 일련의 주얼리("블라손")와 안경을 공동 디자인했다.
2010년, 루이 비통은 런던에 가장 럭셔리한 매장으로 묘사되는 곳을 열었다.
2011년 초, 루이 비통은 킴 존스를 "남성 프레타포르테 스튜디오 및 스타일 디렉터"로 고용했다. 그는 회사 전체의 예술 감독인 마크 제이콥스 밑에서 남성복의 수석 디자이너가 되었다.
2011년 9월 17일, 회사는 싱가포르 마리나 베이 샌즈에 루이 비통 아일랜드 메종을 열었다.

### 2012년부터 현재까지
2013년 9월 기준, 회사는 액세서리 컬렉션을 총괄하기 위해 대런 스파지아니를 고용했다.
2013년 11월 4일, 회사는 니콜라 제스키에르가 마크 제이콥스를 대신하여 여성 컬렉션의 예술 감독으로 고용되었음을 확인했다. 제스키에르의 회사 첫 라인은 2014년 3월 파리에서 공개되었다.
2014년 4월 7일, 에두아르 슈나이더는 루이 비통의 홍보 및 대외 관계 책임자로 프레데리크 윙클러(비통의 커뮤니케이션 및 이벤트 디렉터) 밑에서 일하게 되었다.
2018년 3월 26일, 버질 아블로는 디올로 떠난 킴 존스를 대신하여 남성복 예술 감독으로 임명되었다. 그는 이 브랜드의 첫 아프리카계 미국인 예술 감독이자 주요 유럽 패션 하우스의 몇 안 되는 흑인 디자이너 중 한 명이었다. 그의 첫 쇼는 2018년 파리 남성 패션 위크에서 역사적인 팔레 루아얄 정원의 안뜰에서 열렸다.
2021년 11월 28일, 아블로는 2년간 비밀리에 투병해온 심장 혈관육종으로 사망했다.
LV는 2019년 브랜드Z의 가장 가치 있는 럭셔리 브랜드 상위 10위에서 472억 달러의 가치로 1위를 차지했다.
2020년 1월 15일, 회사는 보츠와나 광산에서 채굴한 루카라 다이아몬드로부터 역사상 세 번째로 큰 원석 다이아몬드인 세웰로 다이아몬드를 인수했다.
2022년 3월, LVMH는 러시아-우크라이나 전쟁으로 인해 "지역의 현재 상황을 고려하여" 러시아 내 120개 이상의 매장을 폐쇄한다고 발표했다. LVMH 대변인은 회사가 러시아 내 3,500명의 직원들에게 계속 급여와 혜택을 지급할 것이라고 밝혔다.
2023년 2월 14일, 퍼렐 윌리엄스는 남성복 크리에이티브 디렉터로 임명되었다. 2025년 3월, 영국인 메이크업 아티스트 팻 맥그래스를 크리에이티브 디렉터로 하는 화장품 및 뷰티 라인인 라 보테 루이 비통(La Beauté Louis Vuitton)을 출시한다고 발표했다. 이 컬렉션은 4년간 개발되었으며, 55종의 립스틱, 8종의 아이섀도우 팔레트, 10종의 립밤을 포함할 예정이다.

## 브랜드 및 지식 재산권

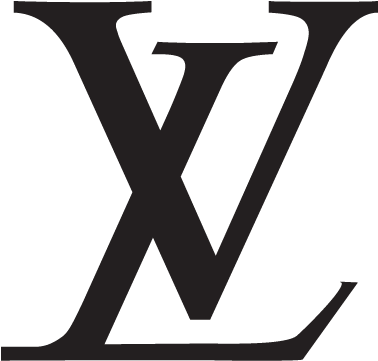
LV 모노그램

루이 비통 브랜드와 LV 모노그램은 세계에서 가장 가치 있는 브랜드 중 하나이다.
밀워드 브라운 2010년 연구에 따르면, 루이 비통은 당시 세계에서 19번째로 가치 있는 브랜드였으며, 190억 미국 달러 이상의 가치를 지닌 것으로 추정되었다. 6년 연속으로 루이 비통은 밀워드 브라운 옵티모르의 2011년 BrandZ 연구에서 243억 달러의 가치로 가장 강력한 브랜드 10개 목록에서 1위를 차지했다. 이는 2위 브랜드의 두 배가 넘는 가치였다.
루이 비통은 상징적인 지위 때문에 패션계에서 가장 많이 위조되는 브랜드 중 하나이다. 아이러니하게도 시그니처 모노그램 캔버스는 위조를 막기 위해 만들어졌다. 2004년, 루이 비통 위조품은 유럽 연합에서 압수된 위조 액세서리의 18%를 차지했다.
이 회사는 위조품을 근절하기 위해 적극적으로 노력하고 있으며, 전 세계 법원에서 위반자를 추적하기 위해 변호사 팀과 특별 조사 기관을 고용하고 있다. 회사는 상품 위조를 막기 위해 통신 예산의 약 절반을 할당한다. 비통의 모회사인 LVMH는 "다양한 책임 수준의 약 60명이 외부 조사관 및 변호사 팀의 광범위한 네트워크와 협력하여 위조 방지 업무에 전념하고 있다"고 설명했다. 이 회사는 제품 유통을 엄격하게 통제한다. 1980년대까지 비통 제품은 니먼 마커스 및 색스 피프스 애비뉴와 같은 백화점에서 널리 판매되었다. 오늘날 비통 제품은 주로 회사 소유의 루이 비통 부티크에서 구매할 수 있으며, 고급 쇼핑가 또는 고급 백화점 내에 소수의 예외가 있다. 백화점 내 회사 부티크는 독립적으로 운영되며, 회사 관리자와 직원이 운영한다. LV는 주요 웹사이트를 통해 공식 온라인 매장을 운영한다.
2006년, 이 회사는 WIPO를 통해 콜로라도에 기반을 둔 매니페스트 정보 서비스(Manifest Information Services Ltd. (일명 매니페스트 호스트마스터 및 Manifest.com))를 상대로 소송을 제기하여 LV.com 도메인 네임을 루이 비통으로 이전하도록 강제했다. 이 법적 조치는 실패했으며, 도메인은 이후 영국 최대의 형제애 보험 회사인 리버풀 빅토리아(LV=)에 인수되었다.
몇몇 유명 랩 음악 아티스트들은 노래 가사에 이 회사를 언급했으며, 특히 칸예 웨스트, 주시 J, 위즈 칼리파가 그러하다.
루이 비통은 중국에서 30년간 사업을 해왔으며, 오늘날 중국은 프랑스 메종의 주요 시장이며, 전국에 약 40개의 오프라인 매장을 자랑한다.

### "심플 리빙"
2007년 2월 13일, 루이 비통은 덴마크 미술 학생 나디아 플레스너에게 루이 비통의 지식 재산권을 침해했다고 주장하는 가방 이미지를 사용한 것에 대해 사용 중지 명령을 보냈다. 플레스너는 디자이너 개와 디자이너 가방을 들고 있는 영양실조 어린이를 묘사한 풍자적인 삽화 "심플 리빙"을 만들었고, 이를 티셔츠와 포스터에 사용하여 "다르푸르를 위한 다이베스트" 자선 단체를 위한 기금을 모금했다. 3월 25일, 법원은 LV의 손을 들어 이미지 자체가 명백한 저작권 침해라고 판결했다. 판결에도 불구하고, 플레스너는 예술의 자유를 주장하며 이미지를 계속 사용했고, 자신의 웹사이트에 사용 중지 명령 사본을 게시했다. 2008년 4월 15일, 루이 비통은 플레스너에게 소송을 제기했음을 통보했다. 루이 비통은 플레스너가 "심플 리빙" 제품을 계속 판매하는 매일 7,500달러(5,000유로), 원래의 사용 중지 명령서가 웹사이트에 게시되는 매일 7,500달러, 그리고 자신의 웹사이트에서 "루이 비통"이라는 이름을 사용하는 매일 7,500달러, 그리고 법률 및 집행 비용을 요구했다.
뉴욕 매거진과의 인터뷰에서 LVMH 대변인은 플레스너가 처음 이미지 삭제 요청에 응하지 않고, 그 후 사용 중지 명령에도 응하지 않아 루이 비통이 법적 조치를 취할 수밖에 없었다고 말했다. 2008년 10월, 루이 비통은 소송을 취하했다고 밝혔지만, 이후 같은 예술가의 그림 때문에 새로운 20만 5천 유로의 청구와 함께 다시 소송을 제기했다. 2011년 5월, 헤이그 법원은 플레스너의 표현의 자유를 인정하는 판결을 내렸다.

### 브리트니 스피어스 비디오
2007년 11월 19일, 루이 비통은 위조 방지를 위한 추가 노력의 일환으로 브리트니 스피어스가 위조 방지법을 위반했다며 성공적으로 소송을 제기했다. 노래 "Do Somethin'" 뮤직비디오의 한 부분에서 LV 로고가 새겨진 루이 비통 "체리 블라섬" 디자인처럼 보이는 뜨거운 분홍색 허머 대시보드 위에서 손가락이 두드리는 모습이 나온다. 브리트니 스피어스 자신은 책임이 없는 것으로 밝혀졌지만, 파리 민사 법원은 소니 BMG와 MTV 온라인에 비디오 상영을 중단하라고 명령했다. 그들은 또한 각 그룹에 8만 유로의 벌금을 부과받았다. LVMH의 익명의 대변인은 이 비디오가 루이 비통 브랜드와 그 럭셔리 이미지에 대한 "공격"을 구성한다고 밝혔다.

### 홍콩의 S-록 저작권
2012년 9월, 루이 비통은 홍콩의 소규모 소매점 두 곳에 루이 비통 핸드백의 "S-록" 디자인과 관련하여 지식 재산권을 침해했다며 소송을 제기했다.
홍콩의 애플 데일리 신문에 따르면, 이 회사는 4만 홍콩 달러 (약 5,000 미국 달러)의 보상과 신문에 공개 사과를 요구했다. 가게 주인은 지불을 거부했고, 루이 비통은 2013년 2월에 추가로 15만 홍콩 달러의 손해배상을 요구했다. 가게는 약 120 홍콩 달러에 일본에서 두 개의 핸드백을 조달하여 220 홍콩 달러에 재판매했다고 주장했다.
두 개의 핸드백을 판매하던 다른 소규모 가게의 경우, 그들은 루이 비통에게 디자인이 다르다고 주장했고, LV의 요구를 5,000 홍콩 달러 (약 640 미국 달러)로 줄였다. 주인은 지불을 거부하고 법정에서 LV와 맞설 준비가 되어 있다고 말했다.

### 홍콩 이발소의체크무늬의자
2013년 2월, 루이 비통은 홍콩의 한 이발소 주인을 상대로 루이 비통 핸드백의 체크무늬와 유사한 패턴의 직물을 사용한 의자와 관련하여 지식 재산권을 침해했다며 소송을 제기했다. 홍콩에 기반을 둔 애플 데일리 신문에 따르면, 이 회사는 25,000 홍콩 달러 (약 3,200 미국 달러)의 보상과 신문 광고 형태의 사과문 게시를 요구했다. 이발사는 중국 공급업체로부터 가구와 장비를 조달했다. 이 고소에 직면하여 이발소 주인은 루이 비통에 맞설 수단이 없으며, 홍콩 섬 외딴 지역에서 1년간 운영해온 가게를 폐쇄해야 할 수도 있다고 말했다. 이 논란은 홍콩 뉴스 포럼에서 논의를 불러일으켰고 페이스북 페이지에서 시위로 이어졌다.

### 2021년 일본 특허 판결
2020년, 루이 비통은 일본 특허청에 도쿄 아사쿠사의 한 제조업체가 생산하는 주주 (불교 염주) 파우치와 고슈인장 케이스 디자인이 자사 제품에 사용된 다미에 캔버스 패턴의 상표권을 침해했다고 주장하며 소송을 제기했다. 2021년, 일본 특허청은 루이 비통의 주장을 기각하며, 주주 파우치와 고슈인장 디자인은 일본의 전통 체크무늬인 이치마쓰 모요(ja)에 기반을 두고 있으며, 루이 비통의 디자인을 모방한 것이 아니라고 판결했다.

## 제품

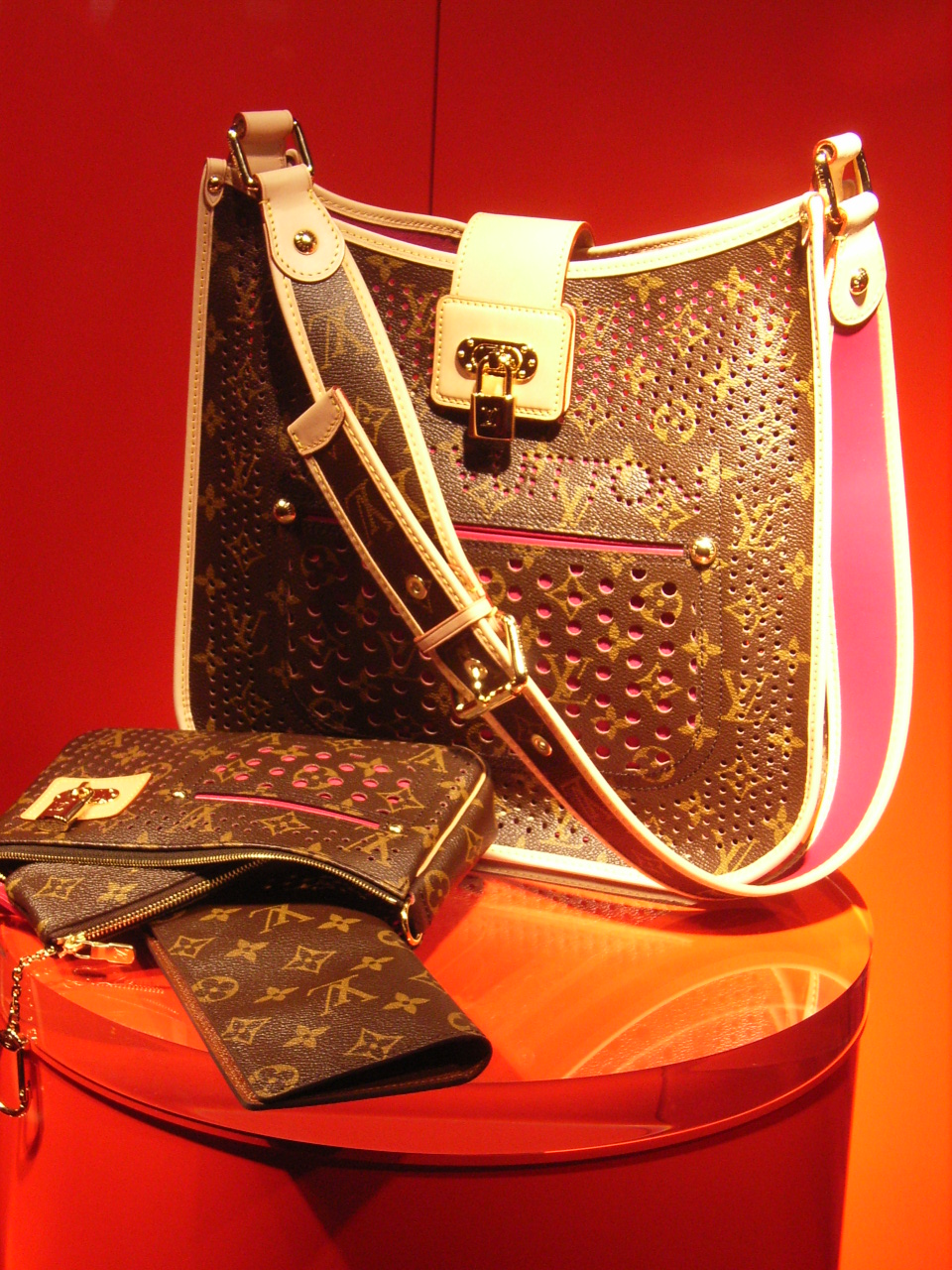
모노그램 캔버스가 있는 루이 비통 제품

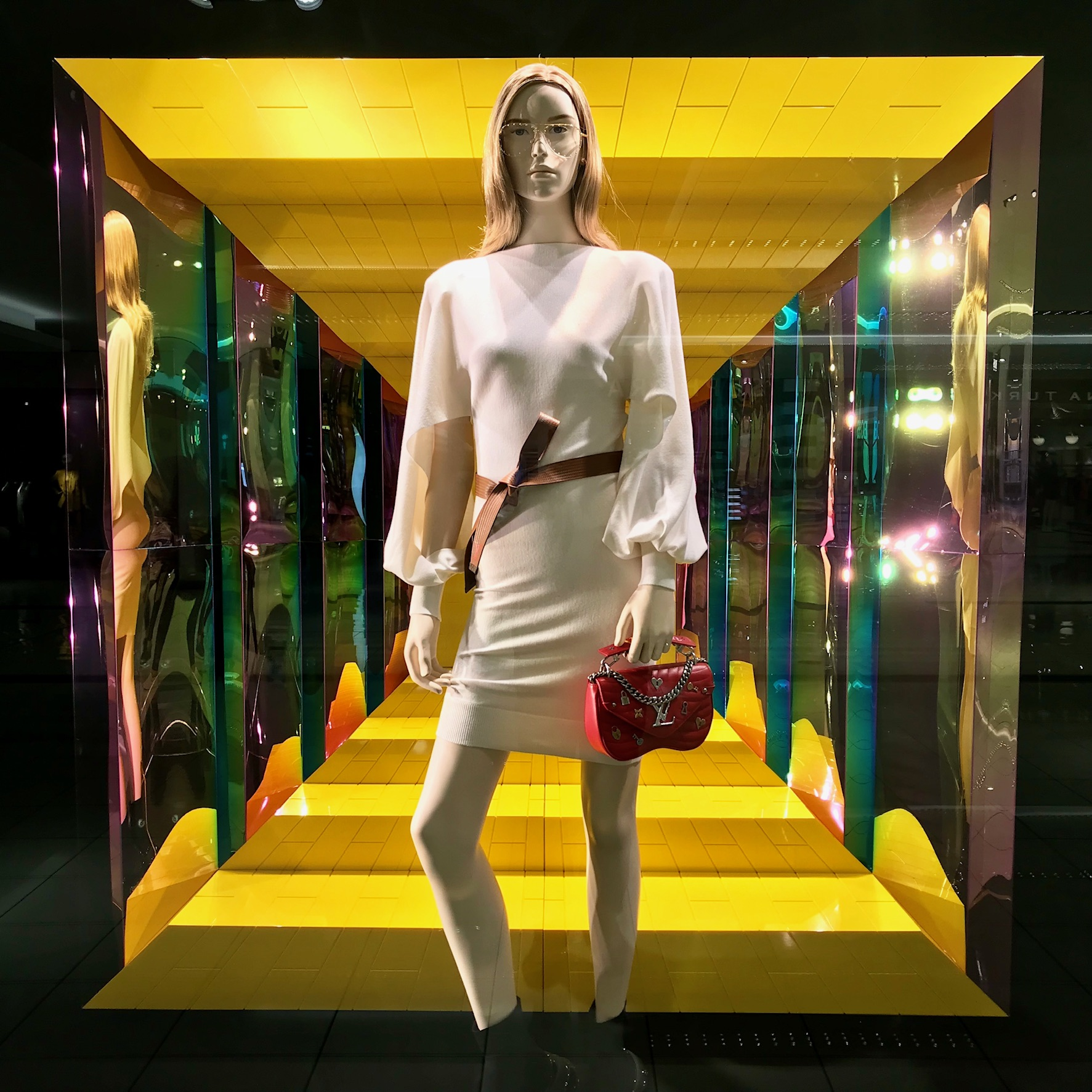
루이 비통 상점 진열장 (2019년) 휴스턴, 미국

19세기 이래로 루이 비통 트렁크는 수작업으로 제작되었다. 컨템포러리 패션(Contemporary Fashion)은 LV 트렁크 제작에 대한 미리 보기를 제공한다: 
장인들은 가죽과 캔버스를 줄지어 놓고, 작은 못을 하나씩 두드려 박으며, 여행자가 모든 수하물에 하나의 열쇠만 사용할 수 있도록 설계된 개별 수제 열쇠로 5자리의 단단하고 따기 어려운 황동 자물쇠를 고정한다. 각 트렁크의 나무 프레임은 최소 4년간 건조시킨 30년 된 사시나무속으로 만들어진다. 각 트렁크에는 일련번호가 있으며, 제작에 최대 60시간이 걸리고, 여행 가방은 최대 15시간이 걸린다.
루이 비통의 대표적인 가방으로는 1930년에 생산된 스피디 백과 2007년에 생산된 네버풀 백이 있다. 이 두 가방은 루이 비통의 가장 성공적인 핸드백 출시작이 되었다. 이들은 스타일리시하면서도 실용적으로 디자인되었다. 이 가방들은 쁘띠 모델(Petite Modele), 모옌 모델(Moyene Modele), 그랑 모델(Grand Modele) 세 가지 크기로 출시된다. 매 시즌 루이 비통은 희귀한 한정판 가방을 생산하며, 이 가방들은 일반적으로 대형 루이 비통 매장에서 예약해야만 구할 수 있다.
회사의 많은 제품은 19세기 후반에 처음 사용된 갈색 다미에 및 모노그램 캔버스 소재를 활용한다. 회사의 모든 제품은 eponymous LV 이니셜을 특징으로 한다. 이 회사는 전 세계에 위치한 자체 매장을 통해 제품을 판매하며, 이를 통해 제품 품질과 가격을 통제할 수 있다. 또한 LV는 위조 제품이 유통 채널로 유입되는 것을 방지할 수 있다. 또한, 회사는 자체 웹사이트 LouisVuitton.com을 통해 제품을 유통한다.
2021년 6월, 루이 비통은 '모노그램 케피예'라는 700달러짜리 스카프를 판매하여 논란을 일으켰다. 전통적인 팔레스타인 흑백 케피예는 1968년부터 팔레스타인 민족주의의 상징이었다. 그러나 루이 비통은 원본의 흑백 색상을 파란색과 흰색으로 변경했는데, 팔레스타인인들과 친팔레스타인 소셜 미디어 활동가들은 이를 이스라엘 국기의 색상이라고 불렀고, 이 회사의 시그니처 패턴과 함께 "수치스러운" 디자인이라고 묘사했다. 일부 트위터 사용자들은 최근 불법적으로 팔레스타인인의 집을 점유하려다가 입소문이 난 귀국한 이스라엘 시민의 "내가 훔치지 않으면 다른 사람이 훔칠 거야"라는 인용구를 사용하여 밈을 트윗하기 시작했다. 다른 사용자는 루이 비통이 팔레스타인과 이스라엘 문제에 대해 정치적으로 중립적이지만 케피예에서 이익을 얻는 것은 "전적으로 괜찮다"고 비난했다.
2017년 루이 비통은 바소토 담요와 타보 마케타-크위나나의 디자인과 유사한 패턴을 사용하여 남성 컬렉션을 생산하여 논란의 중심이 되었고, 이는 남아프리카 공화국과 레소토에서 문화적 전유 비난을 불러일으켰다.

## 광고 캠페인
루이 비통의 광고 캠페인에는 레아 세이두, 제니퍼 로페즈, 키스 리처즈, 킴 카다시안, 마돈나, 숀 코너리, 마티아스 스후나르츠, 안젤리나 졸리, 지젤 번천, 미하일 고르바초프, JO1, 데이비드 보위 등이 참여했다.
이 회사는 주로 잡지 인쇄 광고와 국제적인 도시의 빌보드 광고를 사용한다. 라지아의 루이 비통 포스터는 1980년대에 인기가 많았다. 이전에 광고 캠페인을 위해 엄선된 언론에 의존했다(자주 슈테피 그라프, 앤드리 애거시, 카트린 드뇌브와 같은 유명 스타들이 참여했으며, 애니 리버비츠가 촬영했다). 그러나 커뮤니케이션 부서 이사인 앙투안 아르노는 최근 텔레비전 및 영화계에 진출하기로 결정했다: (90초) 광고는 "인생은 어디로 당신을 데려갈까요?"라는 주제를 탐구하며 13개 언어로 번역되었다. 이것은 최초의 비통 광고이며, 유명한 프랑스 광고 감독 브루노 아베일란이 연출했다.
2002년, LVMH 워치스의 사장 겸 CEO 다니엘 랄롱드 (이후 LVMH 브랜드 모엣과 돔 페리뇽의 글로벌 CEO)는 마리아 샤라포바, 브래드 피트, 타이거 우즈, 우마 서먼과 같은 유명인들을 패트릭 드마셸리에가 촬영한 광고 캠페인에 기용했다. 우즈가 출연한 광고는 매출을 30% 끌어올려 2005년까지 태그호이어가 미국에서 럭셔리 시계 브랜드 2위에 오르는 결과를 낳았다.
2021년, 프랑스 여배우이자 루이 비통 하우스 앰버서더인 레아 세이두는 런던에서 열린 제임스 본드 영화 007 노 타임 투 다이 시사회에서 니콜라 제스키에르가 맞춤 디자인한 드레스를 입었다. 이 드레스는 제작에 520시간 이상이 소요되었으며, 반짝이는 시폰 케이프가 특징인 흰색 실크 가운으로 구성되었다. 또한 이 드레스에는 29,000개의 스팽글, 50,000개의 큐베트, 그리고 8800개 이상의 유리 구슬이 섬세하게 장식되었다. 같은 해, 이 럭셔리 브랜드는 창립 200주년을 기념하고 젊은 Z세대 고객에게 다가가기 위해 루이 더 게임(Louis the Game)이라는 NFT 모바일 게임을 출시했다. 2021년 200주년 기념 행사 일환으로 루이 비통은 디지털 콜라주 아티스트 콘스탄틴 프로조로프의 작품을 포함했다.
2022년, 디피카 파두콘이 하우스 앰버서더로 영입되었다.
루이 비통의 모회사인 LVMH는 2025년 시즌부터 포뮬러 원에 진출할 예정이며, 2025년부터 오스트레일리아 그랑프리를 후원할 예정이다.
일본 그룹 Number i의 히라노 쇼는 2025년 1월 7일 브랜드의 일본 측 홍보대사로 임명되었다. 히라노는 홍보대사로서 "루이 비통은 제가 오랫동안 존경해온 브랜드이며, 앞으로의 프로젝트에 참여하게 되어 기쁩니다. 이 상징적인 메종의 매력을 저만의 방식으로 공유하고 싶습니다. 함께 루이 비통의 세계를 탐험합시다"라고 말했다. 히라노는 브랜드의 2025년 가을/겨울 캠페인을 위해 파리에 있었다. 그는 2026년 봄/여름 쇼케이스를 위해 다시 참석했다.

## 특별 협업
루이 비통은 저명한 예술가 및 디자이너들과 많은 협업을 진행했다.
- 무라카미 다카시는 2008년에 첫 선을 보인 모노카모플라주 컬렉션과 2002년에 출시된 이전 컬렉션과 같은 특별 한정판 컬렉션을 만들었다. 이 작품들은 전통적인 모노그램 캔버스 위에 "그려져" 시대를 초월한 디자인에 급진적인 새로운 변화를 가져왔다.
- 마크 제이콥스는 스티븐 스프라우스가 디자인한 이전 협업도 기념했다. 2001년에 원래 출시된 이 컬렉션은 전통적인 캔버스 위에 낙서처럼 보이는 대담한 프린트가 특징이었다. 이 협업의 재현은 같은 아이디어를 사용했지만, 핫핑크, 네온 그린, 오렌지와 같은 대담한 색상을 사용하여 새로운 변화를 주었으며, 이 색상들은 어둠 속에서도 빛났다. 이 재현된 낙서 컬렉션은 2009년에 대대적인 환호 속에 마침내 출시되었다.
- 루이 비통은 또한 2009년에 칸예 웨스트와 협업하여 그만의 한정판 신발을 디자인했다.
- 2012년 7월, 제이콥스는 구사마 야요이와 팀을 이루어 "인피니틀리 쿠사마(Infinitely Kusama)" 컬렉션을 만들었는데, 이 컬렉션은 베르니스 가죽이나 모노그램 캔버스 위에 대담한 점무늬 색상을 특징으로 한다. 이 제품들은 흰색 점이 있는 검은색, 흰색 점이 있는 빨간색, 검은색 점이 있는 노란색으로 출시된다.
- 루이 비통은 2016년 봄-여름 컬렉션 광고 캠페인에서 매우 인기 있는 일본 비디오 게임 프랜차이즈 파이널 판타지와 게임 파이널 판타지 XIII의 주인공인 라이트닝과 협업했다.
- 2017년 루이 비통은 미국 스트리트웨어 브랜드 수프림과 협업하여 전 세계 주요 도시의 다양한 팝업 스토어에서 제품을 출시했다. 제품들은 루이 비통 모노그램 캔버스와 수프림 박스 로고 디자인이 혼합된 것이 특징이다.[97]

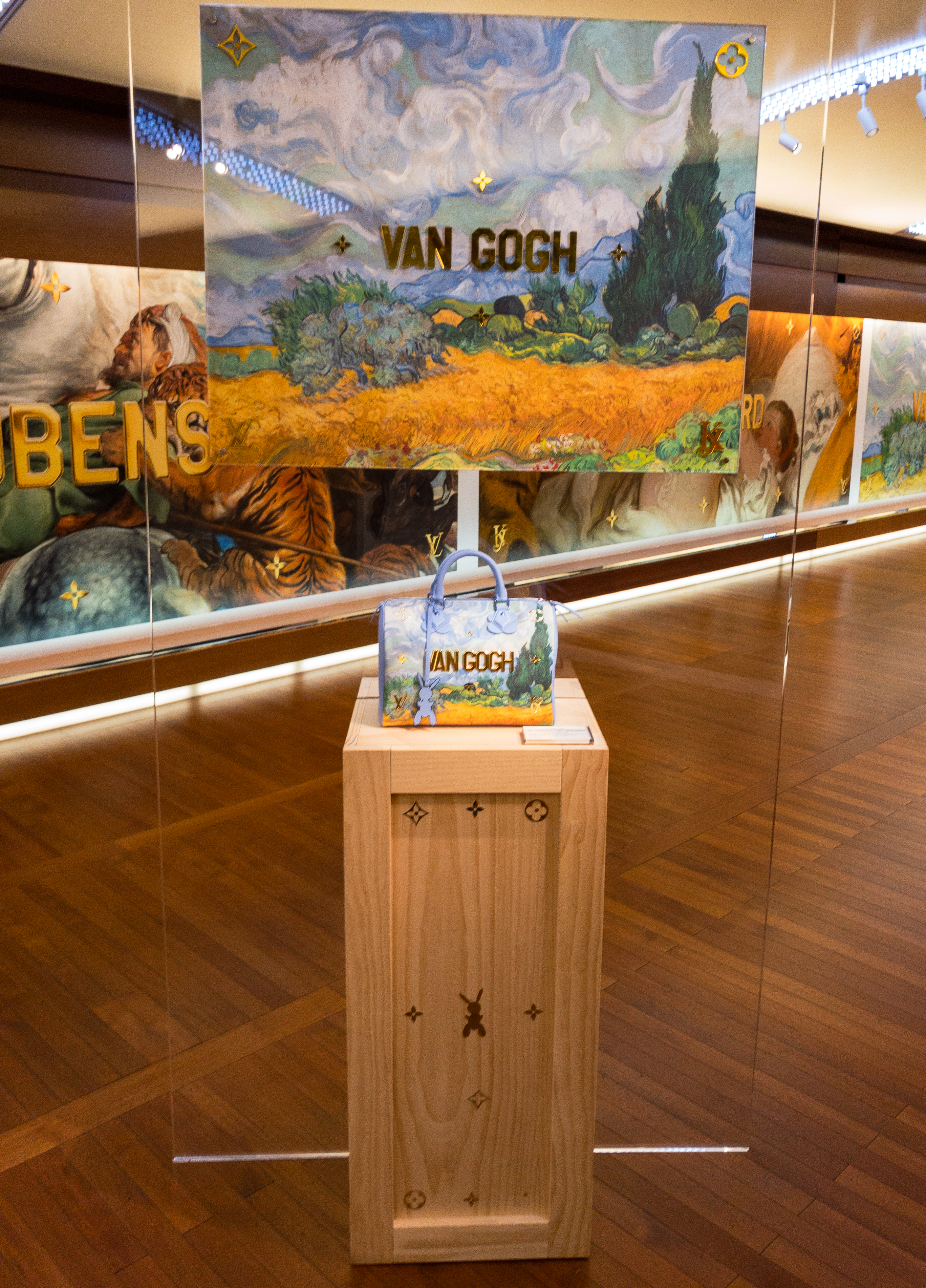
제프 쿤스와 협업하여 제작된 반 고흐 핸드백

- 또한 2017년, 루이 비통은 "패션과 예술의 교차점을 더 탐구하기 위해" 아티스트 제프 쿤스와 두 가지 컬렉션에서 협업했다.[98]
- 니콜라 제스키에르는 2018년 보그 크리에이티브 디렉터 그레이스 코딩턴과 고양이 테마의 "카토그램" 컬렉션으로 협업했다.[99]
- 2019년 6월, 이 브랜드는 샘 폴스, 우르스 피셔, 니콜라스 흘로보, 알렉스 이스라엘, 차발랄라 셀프, 조나스 우드 등 여섯 명의 현대 예술가들과 "아티카푸신"에서 협업했다. 각 예술가는 카푸신 가방의 자신만의 버전을 디자인했으며, 번호가 매겨진 한정 수량으로 판매되었다.[100]
- 2019년 7월, 루이 비통은 로스앤젤레스에서 "루이 비통 X"라는 임시 전시회를 열고 수년간의 다양한 협업 작품들을 선보였다.[101]
- 2019년 10월, 루이 비통은 라이엇 게임즈와 협력하여 새로운 스킨 라인인 "트루 데미지"를 위한 디지털 자산을 만들었다. 이 라인에서는 리그 오브 레전드의 키아나에게서 LV 로고를 명확하게 볼 수 있으며, 리그 오브 레전드 월드 챔피언십 2019를 위한 특별 트로피 케이스도 제작되었다.[102]
- 2020년 6월, 이 브랜드는 일본 디자이너 니고[103] x 버질 아블로 캡슐 컬렉션과 협업했다.
- 2020년 10월, 니콜라 제스키에르는 2021년 여성 봄-여름 패션쇼를 위해 라 사마리텐 백화점을 개조하여 360도 뷰의 가상 런웨이와 사회적 거리두기 좌석을 제공한 것으로 알려졌다.[104]
- 2024년 3월, 타일러 더 크리에이터가 루이 비통과 협업하여 2024년 봄 컬렉션을 만들었다.

## 평론

### 모델 학대 의혹
2017년 5월, 루이 비통 독점 모델인 울리케 호이어가 교토시에서 열리는 루이 비통 크루즈 쇼에 출연할 예정이었는데, 그녀가 학대받았다는 의혹이 언론에 보도되었다. 도착 당시 엉덩이 둘레가 91.5 cm (36 in)였던 20세 모델에게는 그녀의 의상에 "너무 부풀어 있고" "너무 크다"는 말을 들었고 24시간 동안 물만 마시라는 지시를 받았다. 모델은 프랑스에 있는 그녀의 에이전트를 통해 이메일로 "그녀가 어제 도쿄에서 마지막 피팅을 했는데, 더 이상 같은 드레스에 맞지 않는다. 배가 나와 있고, 얼굴이 더 부어 있으며, 드레스 뒷부분이 열려 있어 꽉 끼는 것을 볼 수 있다"는 내용의 이메일을 받았다고 주장했다. 지시를 따랐음에도 불구하고 그녀는 결국 쇼에서 제외되었다. 모델은 같은 루이 비통 캐스팅 디렉터로부터 비슷한 부당 대우를 경험한 "수백 명의 모델들로부터 메시지를 받았다"고 말했다. 캐스팅 디렉터는 이 주장을 부인했으며, 물 섭취에 대한 지시는 오해였다고 설명했다. 즉, 모델에게 액체 섭취를 물로만 제한하라는 지시였다는 것이다.

### 유네스코 역사 유산의 손상 및 불투명한 사유화
몇 년 후인 2024년 5월, 바르셀로나, 카탈루냐에서 열린 루이 비통 패션쇼로 인해 큰 논란이 언론에 보도되었다. 이는 이 도시에서 개최된 2024년 아메리카 컵의 주요 후원 때문이었다. 이 회사는 안토니 가우디가 설계한 구엘 공원 내에서 행사를 주최하는 데 성공했는데, 이곳은 유네스코 세계유산으로 지정되어 있으며, "과학 및 교육 목적"으로 활동이 엄격히 제한되는 공공 규정에도 불구하고 그러했다. 쇼가 열리기 일주일 전, 기술 계약업체들이 보호된 계단 벽과 돌덩이를 파손한 것이 발견되었다. 그러나 이 과실은 피해 사실이 언론에 보도되고 지역 주민 단체에 의해 폭로된 후에야 인정되었다. 주민 단체는 회사, 계약업체, 바르셀로나 시의회 모두가 이 큰 행사와 그 영향에 대해 주민들에게 알리지 않았다고 비판했다.
행사 며칠 전부터 대중 여론, 시의회, 주최 측 간의 긴장은 급격히 고조되었는데, 특히 주민들이 공원과 주변 도로가 행사 기간 동안 폐쇄될 것이라는 사실을 알게 된 후 더욱 심해졌다. 이는 전체 과정의 투명성 부족 때문이었다. 또한 인근 학교들은 조기 하교를 강요당했고, 방과 후 활동이 금지되었으며, 가족들의 출입은 의무적인 신분증 확인으로 제한되었다. 이러한 상황은 이미 수년간 관광객화와 젠트리피케이션으로 고통받던 지역의 취약한 사회 환경을 더욱 악화시켰다. 공원의 유료 출입을 운영하는 공기업 BSM은 루이 비통이 행사에 비용을 지불했는지 여부를 공개하기를 거부했다. BSM은 비공개 계약을 주장했으며, 하우메 콜보니 시장(카탈루냐 사회당)의 대표들은 이 쇼가 "도시를 전 세계에 긍정적으로 홍보하는 것"이라고 옹호했다.
패션쇼 전날 저녁과 당일, 수백 명의 주민들이 바르셀로나의 루이 비통 플래그십 매장(파세이 데 그라시아, 바르셀로나)과 구엘 공원 외곽에서 시위를 벌였다. 그들은 상점 입구를 막고 "당신의 사치, 우리의 비참함"과 같은 현수막을 내걸었으며, 냄비 시위를 벌였고, 회사와 시의회를 상대로 공원 정문 앞에서 몇 차례 시위를 벌였다. 하루 전, 탐사 저널리스트 옥투브레는 루이 비통이 아메리카 컵의 후원 계약으로 공원 사용을 비밀리에 압박하여 무료로 얻어냈다는 사실을 폭로했다. 이후 언론에는 이 퍼레이드를 공공 이익을 위한 행위로 간주할 수 있도록 맞춤형 비밀 법령이 만들어졌다는 사실이 보도되었다. 5월 23일 쇼 참석자들이 행사장으로 도착하자, 수백 명의 시위대(주로 활동가, 이웃 주민, 가족들)가 공원 주변에 모여 평화롭게 경찰 저지선을 넘으려 했다. 긴장이 고조되고 시위는 경찰의 진압으로 끝났지만, 행사(크루즈 2025 컬렉션; 카탈루냐어로는 Col·lecció Creuer 2025)는 마침내 가우디 공원 내 살라 이포스틸라(Sala Hipòstila)에서 개최되었다. 쇼의 갈라 리셉션 동안, 루이 비통의 VIP 게스트들은 언론에 의해 공원의 전망대에서 외부 시위대를 조롱하거나 심지어 무닝하는 모습이 사진으로 찍혔다.